# Конгель, Михаэль
Михаэль Конгель (нем. Michael Kongehl; 19 марта 1646 — 1 ноября 1710, Кройцбург, Пруссия (ныне Славское (Калининградская область), Россия) — немецкий поэт-лирик эпохи барокко, драматург, прозаик, советник городского совета (1696), бургомистр Кнайпхофа (1710).

## Биография
Окончил школу сначала в родном Кройцбурге, затем в Кёнигсберге. С 1661 году изучал богословие на теологическом факультете Кёнигсбергского университета. Позже продолжал учёбу в университетах Йены и Нюрнберга. Трёхлетняя поездка по Германии привела к связям с Пегницким цветочным орденом, немецким литературным обществом в Нюрнберге. Был принят в члены общества в сентябре 1673 года под прозвищем «Прутенио». Пребывание в Нюрнберге имело большое значение для поэтического развития Конгеля. Знакомство с итальянской романистикой и с формами мистического благочестия оказали значительное влияние на его оригинальные произведения.
К началу 1670 годов М. Конгель стал известным поэтом. Вернувшись в Кёнигсберг, он получил место в канцелярии курфюрста. Используя стихи, яростно защищал буржуазную позицию в классовых и конфессиональных спорах. В 1683 году стал секретарём магистрата Кнайпхофа, в 1696 году — советником городского совета, в 1710 году — бургомистром Кнайпхофа.
За свою жизнь М. Конгель создал около 750 стихотворений, более 500 эпиграмм, 20 новелл и другие произведения. Автор четырёх драм и одного исторического романа.
Умер 1 ноября 1710 года в Кёнигсберге.

## Избранные произведения
- Chur-Brandenburgisches Denkmahl, fürgestellet von Michael Kongehl beygenahmt Prutenio. Felseker, Nürnberg 1675.
- Surbosia, das ist Geschichtsmässiges Helden-Gedicht. Felßecker, Nürnberg 1676
- Belustigung bei der Unlust. 2 Bde. Königsberg 1683-85
- Jmmergrünender Cypressen-Hayn. Danzig 1694.
- Lust-Quartier, neben dem Cypressen-Hayn, auß Allerhand Lust-Gedichten. >Hallervord, Königsberg 1694.
- Die unvergleichlich-schöne Princessin Andromeda. In einem Misch-Spiel (Трагикомедия) aufs neu auf die Schau-Bühne geführet. Ann Arbor 1980 (Ndr. d. Ausg.) Reusner, Königsberg 1695.